# Saving Hope
Saving Hope es una serie de televisión canadiense que se estrenó en CTV en 7 de junio de 2012. También se emite en los Estados Unidos en la cadena NBC.

## Argumento
Saving Hope/Recuperando la Esperanza 
Después de un accidente en coche ,Charlie Harris, jefe de cirugía del hospital Esperanza-Zion de Toronto queda en un coma descubriendo que se puede mover por todo el hospital en forma de espíritu hablando y ayudando así a los demás enfermos.
Mientras tanto, Alex Reid jefa de Residencia Quirúrgica y la novia de Charlie Harris hace todo lo posible junto a otro equipo de doctores por salvarle la vida.

## Reparto

### Principal
- Michael Shanks es Dr. Charlie Harris, Jefe de Cirugía, cirujano ortopédico y el novio de Alex.[3]
- Erica Durance es Dr. Alex Reid, al inicio de la serie es Jefe Residencia Quirúrgica y la novia de Charlie Harris.[4]
- Daniel Gillies es Dr. Joel Goran, nuevo cirujano ortopédico en Hope Zion y mantiene una relación intermitente con Alex. (Temporadas 1-3)[5]
- Huse Madhavji es Dr. Shahir Hamza, Jefe de Neurocirugía y el novio de Víctor Reis durante mucho tiempo.[6]
- Julia Taylor Ross es Dr. Maggie Lin, una residente quirúrgico de tercer año en rotación en el departamento de obstetrica del hospital.[7][8]
- Kristopher Turner es Dr. Gavin Murphy, un residente de psiquiatría y antiguo novio de Maggie. (Temporadas 1-2, temporada recurrente 3)[9]
- Wendy Crewson es Dr. Dana Kinney, Jefe de Cirugía Plástica, quien es nombrada como Jefe Interino de Cirugía después del coma de Charlie. (Temporadas 1 y 4-, temporadas recurrentes 2-3)
- Benjamin Ayres es Dr. Zachary Miller, un médico de ER.[10]
- Glenda Braganza es Dr. Melanda Tolliver, una amiga de Alex y un médico de la UCI. (Temporadas 1-3)[11]
- Salvatore Antonio es Victor Reis, un enfermero de OR y el novio de Shahir durante mucho tiempo.[12]
- K. C. Collins es Dr. Tom Reycraft, un residente quirúrgico del cuarto año, que en la Temporada 1, episodio 9 ("Bea nuevamente") se designa a residente quirúrgico principal en lugar del Dr. Reid. (Temporadas 1-2, temporada recurrente 3)
- Joseph Pierre es Jackson Wade, un enfermero de la UCI. (Temporada 2, recurrente temporada 1)[13]
- Michelle Nolden es Dr. Dawn Bell, exesposa de Charlie, una cardióloga, más tarde jefe de personal y la exesposa de Charlie. (Temporadas 2, recurrente temporada 1)[14]
- Stacey Farber como la Dr. Sydney Katz, un OB / GYN. (Temporada 3, Temporada 4, Temporada 5)[15]
- Kim Shaw como la Dr. Cassie Williams, un libro inteligente interno aprendiendo a aplicar las aplicaciones de la medicación en lugar de sólo leer sobre ellos. (Temporadas 4-)[16]

### Reparto
- Conrad Coates es Bryan Travers, director ejecutivo del hospital. (Temporadas 1 y 2)[17][18]
- Steve Cumyn como Dr. George Baumann, un anestesiólogo. (Temporadas 2 y 3)
- Mac Fyfe como el Dr. James Dey, un residente de psiquiatría. (Temporada 3)
- Max Bennett  como el Dr. Patrick Curtis, un cirujano general y quirúrgico compañero que llenó para Alex durante su licencia de maternidad. (Temporada 4)
- Dejan Loyola como Dr. Dev Sekara, un médico residente junior. (Temporada 4)
- Parveen Kaur como la Dra. Asha Mirani, un médico residente junior. (Temporada 4)
- Jess Salgueiro como Enfermera Carbrera. (Temporada 4)
- Nicole Underhay como Kristine Fields, una enfermera en cuidados paliativos que como Charlie es un médium. (Temporada 4)
- Peter Mooney como el Dr. Jeremy Bishop, un cirujano general que tuvo que huir de Los Ángeles después de ser demandado que tiene un pasado con Charlie. (Temporada 4)
- Allison Wilson-Forbes como Enfermera Alice, una enfermera de ER.
- Jarod Joseph como Dr. Emanuel Palmer, un joven radiólogo intervencionista con una actitud única prospectiva y un laissez-faire. (Temporada 5)

## Episodios
| Temporada | Temporada | Episodios | Emisión original         | Emisión original         |
| Temporada | Temporada | Episodios | Inicio                   | Final                    |
| --------- | --------- | --------- | ------------------------ | ------------------------ |
|           | 1         | 13        | 7 de junio de 2012       | 13 de septiembre de 2012 |
|           | 2         | 18        | 25 de junio de 2013      | 27 de febrero de 2014    |
|           | 3         | 18        | 22 de septiembre de 2014 | 18 de febrero de 2015    |
|           | 4         | 18        | 24 de septiembre de 2015 | 14 de febrero de 2016    |
|           | 5         | 18        | 12 de marzo de 2017      |                          |

La serie se estrenó el 7 de junio de 2012 tanto en CTV Television Network en Canadá como en NBC en Estados Unidos. El 25 de julio de 2012, CTV ordenó una segunda temporada de 13 episodios para el verano de 2013. NBC, sin embargo, sacó los dos últimos episodios de la serie de su programa de difusión y los hizo disponibles en su sitio web oficial. El 16 de noviembre de 2012, CTV anunció que había aumentado su orden de episodios para la temporada 2 a dieciocho episodios. El 7 de noviembre de 2013, CTV ordenó una tercera temporada de Saving Hope que consistió en dieciocho episodios y se emitió en 2014. El 10 de noviembre de 2014, CTV ordenó una cuarta temporada de Saving Hope que consistirá de dieciocho episodios, y se estrenó el 24 de septiembre de 2015. El 17 de diciembre de 2015, CTV ordenó una quinta temporada de Saving Hope que consistirá de 18 episodios.
En 2015, Ion Television anunció que había asegurado los derechos de transmisión estadounidenses de la serie, y comenzó a emitirlo en 2016.